# فيكتور وارد
فيكتور وارد هو عسكري كندي، ولد في 24 يونيو 1923، وتوفي في 17 أبريل 2011 بسبب خرف.